# Put u Indiju (1984.)
Put u Indiju (eng. A Passage to India) je američko-britanska drama iz 1984. godine čiji je scenarist i redatelj David Lean. Scenarij je temeljen na istoimenom romanu iz 1924. godine autora E.M. Forstera te na kazališnoj predstavi inspiriranoj romanom iz 1960. godine autora Santha Rama Raua.
Ovo je bio posljednji film kojeg je u svojoj redateljskoj karijeri snimio David Lean, a prvi kojeg je snimio nakon 14-godišnje stanke. Film Put u Indiju dobio je jedanaest nominacija za prestižnu nagradu Oscar, uključujući one za najbolji film, najboljeg redatelja i najbolju glavnu glumicu (Judy Davis za portret Adele Quested). Film je osvojio dva Oscara. Peggy Ashcroft proglašena je najboljom sporednom glumicom za portret gospođe Moore i u dobi od 77 godina postala najstarijom dobitnicom te nagrade ikada, a Maurice Jarre osvojio je svog trećeg Oscara za najbolju originalnu glazbu.

## Radnja
Radnja filma smještena je u 20-e godine prošlog stoljeća u doba rastućeg utjecaja Indijske nezavisnosti u britanskoj pokrajini Raj. Adela Quested (Judy Davis) i gđa Moore (Peggy Ashcroft) plove iz Engleske u Indiju gdje se nalazi Ronny Heaslop (Nigel Havers), Adelin zaručnik odnosno sin gđe Moore, a koji je lokalni sudac u provincijskom gradiću Chandrapore. Preko upravitelja škole Richarda Fieldinga (James Fox), dvije gošće upoznaju starijeg ekscentričnog profesora Godbolea (Alec Guinness), a sprijatelje se i s doktorom Azizom Ahmedom (Victor Banerjee), siromašnim udovcem koji upoznaje gđu Moore u mjesečinom obasjanoj džamiji čiji pogled seže do rijeke Ganges. Zbog svog senzibiliteta i činjenice da nemaju nikakvih predrasuda, žene se vrlo brzo sprijatelje s Indijcima. Nakon što gđa Moore i Adela izraze želju da vide "pravu" Indiju, za razliku od dosadnih obilazaka, gledanja kriketa, pola i popodnevnog čaja, Aziz im nudi ekskurziju do zabačenih spilja Marabar.
Sve ide u savršenom redu dok dvije žene ne započnu istraživati spilje s Azizom. Gđa Moore u jednoj od spilja doživljava osjećaj klaustrofobije koji ju natjera da potraži svježi zrak. Ipak, ona ohrabruje Adelu i Aziza da nastave sa svojim razgledavanjem i predlaže da sa sobom uzmu samo vodiča. Njih troje upućuju se prema zabačenim spiljama daleko od grupe, a prije nego što ih započnu istraživati Aziz ode zapaliti cigaretu. Nakon što se vrati, otkriva da je Adela nestala; malo poslije vidi je kako trči niz brdo, krvava i očito uznemirena. Pri povratku u grad, Aziza uhite i on čeka suđenje za navodni pokušaj silovanja što dodatno pojačava ionako već jake tenzije između Indijaca i njihovih kolonijalaca.
Kada gđa Moore jasno da do znanja da vjeruje u Azizovu nevinost i da neće svjedočiti protiv njega, njezin sin šalje ju natrag u Englesku. Na povratku kući na brodu ona doživljava fatalni srčani udar i bude pokopana na moru.
Na zapanjenost njezinog zaručnika i prijatelja, tijekom svjedočenja Adela se predomišlja i priznaje pogrešku pred svima. Zbog toga kolonijalci su prisiljeni na sramotno povlačenje dok Indijci slave na ulicama, iznoseći optuženika na svojim ramenima. Fielding se započne brinuti o Adeli, jer su je u međuvremenu svi napustili. U konačnici, gđica Quested prekida svoje zaruke i napušta Indiju, dok se doktor Aziz - osjećajući se izdanim od strane svog prijatelja Fieldinga - u potpunosti povlači iz anglo-indijskog života te otvori malu kliniku u sjevernoj Indiji, u Kashmiru blizu Himalaje. Premda godinama poslije incidenta i dalje osjeća bijes, na kraju se pomiruje s Fieldingom i piše Adeli kako bi joj izrazio svoju zahvalnost i zatražio oprost za mržnju.

## Glumačka postava
- Judy Davis kao Adela Quested
- Peggy Ashcroft kao gđa Moore
- Victor Banerjee kao Dr. Aziz Ahmed
- James Fox kao Richard Fielding
- Alec Guinness kao Profesor Godbole
- Nigel Havers kao Ronny Heaslop
- Michael Culver kao major McBryde
- Clive Swift kao major Callendar
- Art Malik kao Ali
- Saeed Jaffrey kao odvjetnik Hamidullah
- Roshan Seth kao odvjetnik Amrit Rao
- Richard Wilson kao Turton
- Antonia Pemberton kao gđa Turton

## Produkcija
Film Put u Indiju završio je 14-godišnju stanku u redateljskoj karijeri Davida Leana koja se dogodila zbog loših kritika filma Ryanova kći iz 1970. godine. Još od 1960. godine Lean je pokušao osigurati prava na roman E.M. Forstera nakon što je vidio kazališnu predstavu Santhe Rame Raua, ali Forster nije pristao, jer nije smatrao filmove ozbiljnom umjetničkom formom. Producent John Brabourne naposljetku je uspio otkupiti prava od Bernarda Williamsa, prorektora King's College na Cambridgeu, državnog izvršitelja oporuke sada već pokojnog pisca.
Glumac Peter O'Toole bio je prvotni Leanov izbor za ulogu Fieldinga. Lean je silno želio u filmu Celiju Johnson, zvijezdu njegovog filma Kratak susret, koja bi glumila gđu Moore, ali je ona odbila ulogu i umrla 30 mjeseci prije nego što je film pušten u kino distribuciju. Nigel Hawthorne je dobio ulogu Thortona, ali se razbolio pa ga je zamijenio glumac Richard Wilson.
Unatoč svađi koju su imali ranih 60-ih godina prošlog stoljeća u vezi predloženog filma o Gandhiju od kojeg se naposljetku odustalo, Alec Guinness je prihvatio ulogu profesora Godbola. Odnos između njih dvojice tijekom snimanja filma se ponovno pokvario, a nakon što je Guinness vidio da je većina njegove uloge u završnoj verziji filma ostala na montažnom podu zbog vremenskog ograničenja, shvatio je to kao osobnu uvredu. Guinness zbog toga godinama neće pričati s Leanom, ali će se njih dvojica ipak pomiriti u posljednjim godinama Leanovog života.
Spilje Marabar temeljene su na spiljama Barabar, 35 kilometara sjeverno od Gaye. Lean je posjetio spilje za vrijeme pretprodukcije, ali ih nije smatrao fotogeničnima; također su postojali strahovi od bandita. Umjesto tamo, Lean je snimao na brdima koja se nalaze nekoliko kilometara od Bangalorea, gdje je većina filma uostalom i snimljena, a spilje su posebno izrađene tijekom produkcije. Ostale scene snimane su u Ramangaramu dok se nekoliko interijernih scena snimalo u studijima Shepperton u Surreyju.

## Nagrade i nominacije

### Oscar
Film Put u Indiju imao je 11 nominacija za prestižnu nagradu Oscar, a osvojio je dvije:
- Najbolja sporedna glumica - Peggy Ashcroft
- Najbolja originalna glazba - Maurice Jarre
- Najbolji film - John Brabourne i Richard B. Goodwin
- Najbolji redatelj - David Lean
- Najbolja glumica - Judy Davis
- Najbolji adaptirani scenarij - David Lean
- Najbolja montaža - David Lean
- Najbolja scenografija - John Box i Hugh Scaife
- Najbolja kostimografija - Judy Moorcroft
- Najbolja kamera - Ernest Day
- Najbolji zvuk - Graham V. Hartstone, Nicolas Le Messurier, Michael A. Carter i John W. Mitchell

### Zlatni globus
Film Put u Indiju imao je 5 nominacija za Zlatni globus, a osvojio je tri:
- Najbolji strani film
- Najbolja sporedna glumica - Peggy Ashcroft
- Najbolja originalna glazba - Maurice Jarre
- Najbolji redatelj - David Lean
- Najbolji scenarij - David Lean

### BAFTA
Film Put u Indiju imao je 9 nominacija za britansku nagradu BAFTA, a osvojio je jednu:
- Najbolja glumica - Peggy Ashcroft
- Najbolji film - John Brabourne, Richard B. Goodwin i David Lean
- Najbolji glumac - Victor Banerjee
- Najbolji sporedni glumac - James Fox
- Najbolji adaptirani scenarij - David Lean
- Najbolja kamera - Ernest Day
- Najbolja kostimografija - Judy Moorcroft
- Najbolja scenografija - John Box
- Najbolja originalna glazba - Maurice Jarre

## Vanjske poveznice
- Put u Indiju u internetskoj bazi filmova IMDb-a
- Put u Indiju na Rotten Tomatoes
- Put u Indiju at Turner Classic Movies
- Fotografije i bilješke o lokacijama gdje se snimao film Put u Indiju